# Jean-Baptiste Mallein
Jean-Baptiste Abraham Mallein est un homme politique français né le 12 août 1743 à Grenoble (Isère) et décédé le 19 décembre 1815 au même lieu.

## Biographie
Il se marie le 16 septembre 1779 avec Marie Louise Julie Pascal avec qui il a un fils unique Alexandre. Avocat, il est juge de paix en 1792. Destitué sous la Terreur, il devient ensuite juge au tribunal civil du département, puis procureur général de la cour criminelle. Il est élu député de l'Isère au Conseil des Anciens le 22 germinal an V. Rallié au coup d'État du 18 brumaire, il siège au Corps législatif de 1800 à 1805, puis devient conseiller à la cour d'appel de Grenoble.
Quelques mois avant sa mort, son fils Alexandre épouse le 30 mai 1815, Zénaïde Beyle, sœur cadette de Stendhal. 

## Sources
1. ↑  2007 Généalogie Beyle Stendhal.

- « Jean-Baptiste Mallein », dans Adolphe Robert et Gaston Cougny, Dictionnaire des parlementaires français, Edgar Bourloton, 1889-1891 [détail de l’édition]